# Stazione di Trebaseleghe (1941)
La stazione di Trebaseleghe è una stazione ferroviaria della dismessa linea Treviso-Ostiglia, un tempo posta a servizio della frazione di Silvelle, sita nel comune di Trebaseleghe. Era situata al km 98+555 della predetta strada ferrata.

## Storia
L'impianto fu aperto il 28 ottobre 1941, assieme al tronco Grisignano di Zocco-Treviso della linea Treviso-Ostiglia.
La stazione rimase in esercizio effettivo per pochi anni. Durante la Seconda guerra mondiale, lo stabile rimase sotto il controllo della Wehrmacht, che se ne servì per il transito delle proprie tradotte militari e per i convogli di prigionieri. Dopo le distruzioni subite durante il conflitto, il tronco su cui insisteva la stazione di Trebaseleghe non venne più riattivato, pertanto nel 1945 l'impianto venne a cessare del tutto le proprie funzioni.

## Strutture e impianti
La stazione era dotata di un fabbricato viaggiatori a pianta rettangolare e a due livelli. Al piano inferiore erano posizionate le sale d'attesa di I, II e III classe, l'ufficio movimento ed il deposito bagagli. Il piano superiore un tempo era riservato ad abitazione del capostazione. L'edificio è attualmente (2011) avvolto dalla boscaglia e gli accessi risultano murati. Nel complesso lo stato di conservazione si presenta buono.